# Giuseppe Dabormida
Giuseppe Secondo Dabormida (o Da Bormida) (Verrua Savoia, 21 novembre 1799 – Buriasco, 10 agosto 1869) è stato un generale e politico italiano.
Conte dal 1863.
Fu ministro della Guerra del Regno di Sardegna dal 22 agosto 1848 al 27 ottobre 1848 durante la prima guerra di indipendenza, periodo nel quale ebbe contrasti con re Carlo Alberto su questioni militari. Sull'esercito piemontese, che considerava inadeguato alle circostanze, avviò una riforma poi proseguita da Alfonso La Marmora.
Dal 4 novembre 1852 al 10 gennaio 1855 fu ministro degli Esteri del primo governo Cavour. Partecipò alle trattative per l'ingresso del Regno di Sardegna al fianco di Francia e Gran Bretagna nella guerra di Crimea, ma abbandonò l'incarico quando il presidente del Consiglio e Vittorio Emanuele II decisero l'intervento senza garanzie per il Piemonte. Dal 19 luglio 1859 al 21 gennaio 1860 fu di nuovo ministro degli Esteri nella fase delicata che seguì l'armistizio di Villafranca. La sua politica estera fu ispirata alla cautela.
Fu il precettore di Vittorio Emanuele II e un rinomato esperto di artiglieria.

## Biografia

### Le origini e la gioventù
Nacque nel 1799 a Verrua, oggi Verrua Savoia, nel Regno di Sardegna da Giovanni Battista Dabormida, magistrato, e Vittoria Seghini. Studiò al Liceo Imperiale napoleonico di Genova e intraprese la carriera militare. A sedici anni, il 29 marzo 1815, entrò come cadetto in artiglieria. Due anni dopo divenne sottotenente, e luogotenente il 14 settembre 1819.
A seguito dei moti del 1820-1821 venne inviato con il suo reggimento a Novara e, benché il suo comportamento fosse stato corretto, dopo il fallimento dell'insurrezione, forse per la sua amicizia con il patriota Giacinto Provana di Collegno, fu trasferito in Sardegna. Ritornato in Piemonte, fu destinato ad Alessandria e promosso capitano il 30 gennaio 1824; il 23 luglio 1828 divenne professore di istituzioni d'artiglieria all'Accademia Reale di Torino e il 23 febbraio 1833 maggiore. Strinse in quel periodo amicizia con Vincenzo Gioberti.

### Alla corte dei Savoia
Distintosi per le sue doti di docente, Dabormida divenne precettore dell'erede al trono di Carlo Alberto, Vittorio Emanuele. Il 19 ottobre 1836, vedovo di Giulia Taurini Tornielli, si risposò con Angelica de Negry della Niella, dal cui matrimonio nacque, nel 1842, Vittorio Emanuele. Costui non fu l'unico discendente di Dabormida che ebbe anche una figlia, Vittoria.
Nel 1838 re Carlo Alberto lo incaricò di insegnare artiglieria e arte militare ai suoi due figli, Vittorio Emanuele e Ferdinando e per l'impegno con cui aveva svolto il compito di precettore, il 21 novembre 1840, gli conferì la croce di cavaliere dei SS. Maurizio e Lazzaro. Nel 1841 Dabormida fu inviato in Germania per compiere studi di carattere militare e due anni dopo raggiunse il grado di colonnello.

### La campagna del 1848
L'8 gennaio 1848 Dabormida fu nominato membro del Congresso permanente di artiglieria ed il 18 marzo, alla vigilia dello scoppio della prima guerra di indipendenza, divenne primo ufficiale (cioè segretario generale) del neoministro della Guerra Antonio Franzini.
Partito quest'ultimo come aiutante di campo del re, Dabormida dovette assumersi l'organizzazione dei reparti e affrontare i problemi relativi ai rifornimenti. Il 20 giugno 1848 fu promosso generale e il 26, nelle elezioni suppletive, venne eletto per la prima volta deputato per il collegio di Avigliana.
Il 27 luglio 1848 fu nominato membro del Congresso consultivo permanente di guerra, incarico che dovette abbandonare qualche giorno dopo per la caduta del governo Casati dovuta alla sconfitta di Custoza e al termine della prima campagna militare.

### Ministro della Guerra
Dopo l'armistizio con l'Austria firmato il 9 agosto 1848 dal generale Salasco e la caduta del governo Casati, il 19 si formò il nuovo esecutivo, affidato a Cesare Alfieri di Sostegno, con la conferma di Franzini al ministero della Guerra, che però dopo due giorni si dimise.
L'incarico di ministro della Guerra fu affidato così a Dabormida il 22 agosto 1848, con il compito di riordinare l'esercito e porlo nelle condizioni di riprendere le ostilità. Dopo l'armistizio egli aveva insistito per porre un generale francese a capo delle truppe piemontesi, facendo i nomi di Thomas Robert Bugeaud, Nicolas Changarnier (1793-1877) e Marie-Alphonse Bedeau (1804-1863). Quando divenne ministro, inviò allo scopo il colonnello Alfonso La Marmora a Parigi per le difficili trattative, benché Carlo Alberto si dimostrasse più favorevole all'ipotesi di dare il comando al generale polacco Wojciech Chrzanowski.
Dabormida, allo stesso tempo, si trovò a gestire le gravi polemiche che seguirono all'insuccesso della prima campagna militare, per la quale diversi generali furono messi sotto accusa. Fra costoro spiccava Eugenio Bava, che era stato comandante dell'esercito con Carlo Alberto e che, sfidando la critica, il 25 agosto 1848 chiese a Dabormida l'apertura dell'inchiesta che lo riguardava. Il ministro riuscì a farlo desistere dal suo intento, ritenendo che tale indagine avrebbe finito con l'espandersi a tutto l'esercito, in un momento così poco opportuno, vista l'imminente ripresa della guerra.

### I tentativi di riorganizzare l'esercito
Dabormida affrontò poi il problema della riorganizzazione delle truppe e dei quadri di comando. Egli chiese che si ponesse termine all'iniquo sistema delle promozioni per anzianità o servilismo, in questo d'accordo con Ferdinando di Savoia, Alessandro La Marmora e Giacinto Provana di Collegno. Dapprima restio agli "avanzamenti eccezionali", dopo le insistenze del ministro il re acconsentì, e a seguito delle promozioni i comandi di brigata risultarono notevolmente migliorati.
Si arrivò quindi al 21 settembre 1848, data in cui, secondo i termini dell'armistizio di Salasco, sarebbero potute riprendere le ostilità, ma né l'Austria, né il Regno di Sardegna si sentirono pronte e la pace armata perdurò ancora per diversi mesi.
Carlo Alberto, nel frattempo, nonostante la grave sconfitta subita nella prima campagna militare, si ostinava a non lasciare il comando dell'esercito. Il 13 settembre 1848 egli decise di rientrare da Alessandria nella capitale Torino e dispose che tutti gli uomini del comando lo seguissero. Ma Dabormida, d'accordo con il resto del governo, ordinò esplicitamente ai generali di rimanere al loro posto. Il comando rimase quindi ad Alessandria, di fatto nelle mani di Bava e di Franzini, che intanto era stato nominato capo di stato maggiore.
Conseguentemente, Dabormida il 22 ottobre presentò a Carlo Alberto il decreto di nomina di Bava a generale in capo del Regio Esercito, ma pur sempre con il generale Chrzanowski, che per interessamento del re era giunto a Torino, quale capo dello stato maggiore generale. Lo stesso giorno, contro il parere di Dabormida, il generale Ramorino (sostenuto dagli ultraliberali) venne nominato, per volere di Carlo Alberto, comandante della neocostituita Divisione lombarda.

Il 19 ottobre 1848, intanto, Dabormida aveva riassunto in un discorso alla Camera quanto si era fatto: 
(Dal discorso alla Camera del Regno di Sardegna di Giuseppe Dabormida del 19 ottobre 1848)

### La rottura con Carlo Alberto e le dimissioni
La Camera parve soddisfatta, ma due giorni dopo la discussione si accese sulla questione se l'esercito fosse pronto alla ripresa della guerra; Dabormida rispose che il morale era buono, ma che avrebbe potuto essere migliore, e ciò perché le unità erano formate in gran parte da riservisti e con quadri insufficienti: 
(Dal discorso alla Camera del Regno di Sardegna di Giuseppe Dabormida del 21 ottobre 1848)
Alla fine, dopo momenti di grave tensione, la Camera con 77 voti contro 58 respingeva la mozione di Angelo Brofferio per l'immediata ripresa delle ostilità, accogliendo le perplessità di Dabormida. Dal canto suo il Senato tributò elogi al ministro per il lavoro svolto. Tuttavia Dabormida, spossato dalla fatica, offeso da alcuni comportamenti della Camera e ormai in rotta con Carlo Alberto, rassegnò le dimissioni, proponendo come suo successore Alfonso La Marmora, che lo seguì nell'incarico il 27 ottobre 1848.
Dabormida rimase comunque attivo fra i riformatori dell'esercito. Al gruppo appartenevano anche Giacinto Provana di Collegno, Ferdinando di Savoia, lo stesso Alfonso La Marmora, Enrico Morozzo Della Rocca e Agostino Petitti. Il gruppo trovava corrispondenza nell'ambiente civile in uomini come Cavour, Ilarione Petitti e Roberto d'Azeglio. Seguendo le idee di Dabormida, La Marmora tentò di fare di un esercito di quantità uno di qualità.
Intanto continuavano le polemiche sulla prima campagna militare: Eusebio Bava, dimessosi Dabormida, si sentì libero di pubblicare una relazione nella quale si denunciavano le interferenze del Re nel comando della campagna. Dabormida, d'altro canto, aveva persuaso Carlo Alberto a far togliere dalla circolazione le sue memorie, nelle quali il Re tentava di giustificare i gravi errori commessi.
Messi in disparte gli spiriti critici, fra cui Dabormida, Carlo Alberto il 20 marzo 1849 riprese le ostilità contro l'Austria; solo tre giorni dopo la sconfitta di Novara segnava la fine della seconda campagna militare e della prima guerra di indipendenza.
Dopo l'abdicazione di Carlo Alberto, con il nuovo re Vittorio Emanuele II a Dabormida fu offerto di nuovo l'incarico di ministro della Guerra, che rifiutò. Accettò invece il mandato di plenipotenziario (con Carlo Beraudo di Pralormo e Carlo Bon Compagni) alle trattative con l'Austria, conclusesi con la pace di Milano del 6 agosto 1849.

### Ministro degli Esteri (1852-1855)
Nel dicembre 1849, alle elezioni per la IV legislatura del Regno di Sardegna (seguita al proclama di Moncalieri), Dabormida fu rieletto al collegio di Avigliana, che già l'aveva preferito alle elezioni per la I, II e III legislatura. Continuò la sua attività di deputato nel gruppo della cosiddetta Destra storica del conte di Cavour e nel 1852 aderì al connubio, l'alleanza con il centrosinistra di Urbano Rattazzi.
Lo stesso 1852 Vittorio Emanuele II chiese a Cavour di formare il suo primo governo. Nella scelta dei ministri fece valere le sue preferenze, indicando tra gli altri Dabormida, che ebbe l'incarico di ministro degli Esteri e che tre giorni prima dell'insediamento fu nominato, il 1º novembre, senatore.
Il mandato di Dabormida si inserì in un contesto in cui Cavour aveva nel settembre 1852 preso contatti con il suo futuro alleato, il principe presidente Luigi Napoleone, il quale già meditava una modifica dell'assetto europeo ai danni dell'Austria. In attesa di concretizzare questi appoggi, il primo governo Cavour dovette assistere passivamente all'infierire della giustizia austriaca nel Lombardo-Veneto, culminato con i primi episodi dei martiri di Belfiore. La stampa di Torino, invece, protestò vivacemente, provocando la dura reazione della diplomazia austriaca. Dabormida cercò di limitarne gli effetti, offrendo di pubblicare dichiarazioni generiche contro le offese (fatte dalla stampa) a Stati vicini o di esporre simili vedute in una nota diplomatica. Ma la situazione precipitò con la rivolta di Milano del 6 febbraio 1853, di stampo socialista, la cui veemenza fu tale da preoccupare perfino il governo Cavour.

### La guerra di Crimea
Intervenute nella primavera del 1854 a fianco della Turchia nella guerra contro la Russia, Francia e Gran Bretagna cercarono nel periodo precedente e successivo alleati in Europa che potessero sostenerle nel conflitto. Fu quindi inevitabile un loro avvicinamento all'Austria e di conseguenza un atteggiamento attendista del Regno di Sardegna, il cui ministro Dabormida replicò alla notizia della firma dell'alleanza anglo-francese assicurando la simpatia piemontese, ma evitando impegni concreti.
Sia Vittorio Emanuele II che Cavour erano invece impazienti di intervenire nel conflitto al fianco delle due potenze occidentali, soprattutto per evitare che lo facesse l'Austria, isolando completamente il Piemonte. Dopo una battuta d'arresto nelle trattative, il 2 dicembre 1854 l'Austria fece un ulteriore passo verso Francia e Gran Bretagna e il 22 firmò con la Francia un accordo per la reciproca garanzia territoriale in Italia. Tali iniziative, assieme ad una richiesta formale di aiuto delle due potenze alleate al Regno di Sardegna, spinsero il governo di Torino ad uscire dalla politica di riserva di Dabormida.
Francia e Gran Bretagna rifiutarono, però, le condizioni del Piemonte, che chiese, in cambio di un contingente militare, di partecipare ai negoziati di pace, l'abolizione dei sequestri effettuati dall'Austria in Lombardo-Veneto e la discussione della situazione italiana. Troppo gravi apparvero tali condizioni a Parigi e a Londra nei confronti di Vienna.
La situazione di stallo terminò grazie all'ambasciatore britannico a Torino James Hudson (1810-1885), che con Dabormida preparò e propose una nota riversale secondo la quale i due governi alleati si sarebbero solo impegnati a ottenere le condizioni chieste dal Piemonte. Ma non v'era più tempo, poiché la destra, rappresentata dal conte Revel, il 1º gennaio 1855 sollecitò Vittorio Emanuele a formare un nuovo governo che garantisse in ogni caso la partecipazione alla guerra.
Divenne quindi di pubblico dominio la divisione esistente all'interno del governo fra Cavour, favorevole alla guerra e altri membri, come Dabormida e il ministro della Guerra La Marmora, che attendevano gli esiti della proposta della nota reversale. Su quest'ultima, però, l'ambasciatore francese Agénor de Gramont, duca di Guiche, si dimostrò fermamente contrario, convincendo il collega britannico a rinnegarla e irritando non poco Dabormida. Cavour si pronunciò allora per l'intervento anche senza aver ottenuto le condizioni chieste dal Piemonte.
Dal canto suo Dabormida, quando il 7 gennaio 1855 incontrò gli ambasciatori di Francia e Gran Bretagna, dichiarò che senza nota reversale il Piemonte non avrebbe aderito all'alleanza e quindi non avrebbe partecipato alla guerra. Fu smentito lo stesso giorno da Vittorio Emanuele, il quale rassicurò il duca di Guiche che ciò che contava era solo la sua parola e che «se quelli [del governo] non vogliono marciare io ne prenderò altri che marceranno».
Il 9 gennaio Dabormida ebbe un difficile incontro con Cavour, altri membri del governo e i due ambasciatori, risoluti a rifiutare la nota reversale. Dopo 4 ore di discussione, a mezzanotte, il presidente del Consiglio rinviò la seduta all'indomani. In nottata Dabormida, deciso a non cedere sulle garanzie al Piemonte, ma ormai in minoranza, si dimise. Il giorno dopo Cavour fu nominato da Vittorio Emanuele anche ministro degli Esteri, aprendo così al Regno di Sardegna la strada della guerra di Crimea. Il 9 gennaio Dabormida era stato promosso Luogotenente generale.

### Ministro degli Esteri (1859-1860)
Nonostante il dissenso con Cavour, la carriera di Dabormida non si arrestò: il 31 marzo 1855 fu nominato generale d'artiglieria e, dopo la vittoria degli alleati nella guerra di Crimea, nell'aprile del 1856 fu inviato come ministro plenipotenziario a San Pietroburgo  presso lo zar Alessandro II, per il ristabilimento dei rapporti diplomatici fra i due paesi.
Terminata la seconda guerra di indipendenza e dimessosi Cavour per disaccordi con il re riguardo all'armistizio di Villafranca, Vittorio Emanuele II affidò il 19 luglio 1859 a La Marmora la presidenza del consiglio e a Dabormida il ministero degli Esteri. Questi ereditò una situazione difficile, poiché i termini dell'armistizio con l'Austria prevedevano la restaurazione in Toscana e a Modena dei vecchi regnanti, sostituiti durante la guerra da governi provvisori che ad agosto deliberarono l'annessione al Regno di Sardegna.
Per sondare la possibilità di un'annessione di questi due territori, Dabormida partì per Parigi, dove trattò direttamente con Napoleone III, che rifiutò l'ipotesi di annessione. L'imperatore si disse invece disposto a rinunciare all'indennizzo delle spese di guerra se il Piemonte avesse ceduto alla Francia la Savoia. Benché fosse fuori dal governo, Cavour si pronunciò per le annessioni, soprattutto dopo la rinuncia di Dabormida, il 5 gennaio 1860, ad abbandonare Rattazzi che, da ministro dell'Interno, La Marmora malato, era l'esponente più autorevole dell'esecutivo. Per uscire da questa situazione di stallo, il 16 Vittorio Emanuele II affidò di nuovo a Cavour la presidenza del consiglio, facendo cadere il governo La Marmora.

### Gli ultimi tempi
Il 22 aprile 1860 Dabormida fu nominato membro della commissione d'esami all'Accademia Reale di Torino; dal 24 giugno di quell'anno al 26 ottobre 1866 fu presidente del comitato dell'arma d'artiglieria; dall'8 luglio 1862 al 10 gennaio 1866 fu presidente del Consiglio superiore istituti militari e il 22 febbraio 1863 gli fu conferito il titolo di conte. Il 22 maggio 1866 ricevette l'onorificenza di grand'ufficiale della Corona d'Italia. Costretto a mettersi a riposo il 26 ottobre dello stesso anno a causa di un colpo apoplettico, si spense a Buriasco il 10 agosto 1869.

## Onorificenze
Queste le onorificenze di cui fu insignito Giuseppe Dabormida: